# Batalla de Unsan
La batalla de Unsan (en coreano: hangul, 운산전투; hanja, 雲山戰鬪), Unsan jeontu (romanización revisada), Unsan chŏnt‘u (romanización McCune-Reischauer), también conocida como la batalla de Yunshan (en chino simplificado, 云山战斗; pinyin, Yún Shān Zhàn Dòu), fueron una serie de enfrentamientos durante la Guerra de Corea que tuvieron lugar entre el 25 de octubre y el 4 de noviembre de 1950 cerca de Unsan, en la provincia de Pyongan Septentrional en el actual territorio de Corea del Norte. Como parte de la Campaña de Primera Fase china, el Ejército Popular Voluntario de la República Popular de China atacó repetidamente a la 1.ª División de Infantería de la República de Corea cerca de Unsan comenzando el 25 de octubre, en un intento para tomar a las fuerzas de las Naciones Unidas que se encontraban avanzando por sorpresa. En un accidental primer encuentro con el ejército estadounidense durante la Guerra de Corea, el 39.º Cuerpo chino atacó a un mal preparado 8.º Regimiento de Caballería en Unsan el 1 de noviembre, lo que resultó en una de las más devastadoras derrotas de los Estados Unidos en la Guerra de Corea.

## Antecedentes
Para octubre de 1950, las fuerzas de las Naciones (ONU) había logrado penetrar exitosamente el perímetro de Pusan en el extremo sur de Corea y comenzaron un agresivo avance hacia el norte hacia la frontera chino-coreana, persiguiendo al ya derrotado ejército de Corea del Norte. Con la destrucción del Ejército Popular de Corea (EPC), la 1.ª División de Caballería de los Estados Unidos entró en Pionyang el 19 de octubre, mientras que las tropas surcoreanas aceleraban su avance hacia el río Yalu en todas las direcciones. Como parte de la Ofensiva del Día de Acción de Gracias para poner fin a la guerra, el mayor general Frank W. Milburn, comandante del I Cuerpo de los Estados Unidos, ordenó a la 1.ª División de Infantería de la República de Corea (RC) que capture la represa Sup'ung en el río Yalu a través de un avance por Unsan.
Alarmado por el rápido colapso del EPC, el líder chino Mao Zedong ordenó a la Fuerza de la Frontera Noreste del Ejército Popular de Liberación a que sea reorganizado bajo el nombre de Ejército Popular Voluntario (EPV) para una inminente intervención en Corea. Pese a la determinación de Mao de salvar a Corea del Norte de la capitulación, el liderazgo del ejército chino expresó sus dudas sobre la habilidad de éste para luchar contra las fuerzas estadounidenses más modernizadas. Como concesión, Mao autorizó la Campaña de Primera Fase, una operación de construcción de cabezas de puente con ofensivas limitadas solo en contra de las fuerzas surcoreanas, al mismo tiempo que se pretendían evitar a las fuerzas estadounidenses. Bajo un secreto absoluto, el EPV entró a Corea el 19 de octubre.

## Preludio

### Lugares y terreno
Unsan es un pueblo en el noroeste de Corea, y está ubicada a 50 kilómetros de la desembocadura del río Ch'ongch'on en la costa occidental de Corea. Debido al escarpado terreno en la frontera chino-coreana, Unsan es uno de los pocos puntos de acceso al área del río Yalu. El pueblo está rodeado de colinas en el norte, el río Nammyon en el oeste y el río Samtan en el este. Al sur del pueblo, un cruce de caminos controla el camino entre Unsan y Ipsok, mientras que un risco llamado "Bugle Hill" controla el camino entre Unsan y Yongsan-dong. Estos dos caminos eran las únicas dos rutas de escape para las fuerzas de las Naciones Unidas en Unsan.

### Fuerzas y estrategia
Según instrucciones de Milburn, la 1.ª División de Infantería de la RC avanzó hacia el norte el 24 de octubre con la 6.ª División de Infantería de la RC a su derecha y la 24.ª División de Infantería de los Estados Unidos a su izquierda, y para la mañana del 25 de octubre, la 1.ª División había capturado Unsan. Pero con las fuerzas de las Naciones Unidas muy dispersas a lo largo de Corea, se creó una grieta de 15 kilómetros entre la 24.ª División de los Estados Unidos y la 1.ª División de la RC, dejando el flanco izquierdo coreano desprotegido.
Luego de darse cuenta del débil frente de la ONU, los chinos decidieron lanzar un movimiento de pinza contra los surcoreanos en Unsan. Como parte de la Campaña de Primera Fase, la 120.ª División del EPV del 40.º Cuerpo debía primeramente bloquear y retener a la 1.ª División de Infantería de la RC en Unsan. Al mismo tiempo, el grueso del 40.º Cuerpo, junto con el 38.º Cuerpo del EPV y una división del 42.º Cuerpo, atacaría y destruiría las 6.ª y 8.ª Divisiones de Infantería de la RC al este de Unsan. Finalmente, el 39.º Cuerpo del EPV destruiría la 1.ª División de Infantería de la RC al infiltrarse por la grieta entre la 24.ª División de los EUA y la 1.ª División de Infantería de la RC al oeste de Unsan. La 120.ª División llegó a la posición de bloqueo el 24 de octubre sin ser detectada por la inteligencia de la ONU, con su 360.º Regimiento fortificando fuertemente las colinas al norte de Unsan. Para ocultar el movimiento de tropas y prevenir bombardeos aéreos por parte de la ONU, los chinos iniciaron varios incendios forestales para finales de octubre.

## La Batalla

### Escaramuza inicial
El 25 de octubre a las 10:30, la 1.ª División de Infantería de la RC atacó al norte con su 12.º Regimiento en la ribera occidental del río Samtan mientras que el 15.º Regimiento estaba tratando de llegar a la ribera oriental. Pero cuando el 15.º Regimiento estaba a punto de cruzar el río, la 120.º División del EPV interceptó a los surcoreanos con fuerte fuego de artillería. Los surcoreanos primeramente creían que se trataba de los últimos vestigios de resistencia del Ejército Popular de Corea del Norte, pero la percepción cambió rápidamente con la captura del primer prisionero chino de la Guerra de Corea. El prisionero reveló que había 10 000 soldados chinos esperando para unirse a la lucha al norte de Unsan.
Al enfrentarse a la repentina aparición de un número sobrecogedor de fuerzas chinas, la 1.ª División de Infantería de la RC trató de establecer posiciones defensivas al capturar las colinas que rodeaban Unsan. Poco después, los surcoreanos se encontraron en una batalla de balancín con el 360.º Regimiento del EPV durante la noche del 25 de octubre. Al día siguiente, el 39.º Cuerpo del EPV llegó al oeste de Unsan al mismo tiempo que cortó el camino entre Unsan y Yongsan-dong, rodeando por completo a la 1.ª División de Infantería de la RC. Ayudados por entregas por aire, el 6.º Batallón de Tanques Medianos de los EUA y el 10.º Grupo de Artillería Antiaérea de la 1.ª División de Infantería de la RC reabrieron el camino el 27 de octubre. Varios intentos posteriores de avanzar hacia el norte realizados por los coreanos tuvieron muy poco éxito, y la lucha terminó para el 28 de octubre.
Pese a las advertencias dadas por el brigadier general Paik Sun Yup, comandante de la 1.ª División de Infantería de RC, el sentimiento general de optimismo sobre el resultado de la guerra previno que las advertencias sean tomadas en serio. Cuando la lucha llegó a un punto muerto en Unsan, el general Walton Walker del Octavo Ejército de los EUA ordenó al 8.º Regimiento de Caballería de la 1.ª División de Caballería a que continúe las ofensivas al norte, relevando al 12.º Regimiento de la RC. Para cuando el 8.º Regimiento de Caballería de los EUA llegó a Unsan el 29 de octubre, el 11.º Regimiento de Infantería de la 1.ª División de Infantería de la RC también se estaba retirando de Unsan. Al mismo tiempo, los chinos habían destruido la 6.ª División de Infantería de la RC al este de Unsan. Unsan ahora se había convertido en un saliente norte en la línea de la ONU que contenía solo al 8.º Regimiento de Caballería de los EUA y el 15.º Regimiento de Infantería de la RC.

## Contraataque chino
Aún creyendo que la 1.ª División de Infantería de la RC estaba atada en Unsan, el comandante Peng Dehuai autorizó al 39.º Cuerpo a que destruyera la guarnición de Unsan el 1 de noviembre. El plan chino incluía un ataque de la 117.ª División del EPV desde el noreste, un ataque de la 116.ª División desde noroeste y uno de la 115.ª División desde el suroeste. Al mismo tiempo, el 8.º Regimiento de Caballería de EUA había asumido posiciones alrededor del pueblo, con su 1.º Batallón defendiendo el norte de Unsan por el río Samtan, mientras que los 2.º y 3.º Batallones defendían las áreas al oeste de Unsan por el río Nammyon. No obstante, la falta de hombres en las fuerzas de la ONU creó un espacio de 1 km entre el 1.º y el 2.º Batallón. El 15.º Regimiento de Infantería, por su parte, se había atrincherado al noreste de Unsan, al otro lado del río del 1.º Batallón de los EUA.
A principios de la tarde del 1 de noviembre, una patrulla de combate del 5.º Regimiento de Caballería de los EUA, en la retaguardia del 8.º Regimiento de Caballería, fue interceptada por el 343.º Regimiento del EPV de la 115.º División en Bugle Hill. Una vez que la trampa fue descubierta, los chinos iniciaron sus ataques de inmediato a las 17:00. Apoyados por artillería de cohetes, la 117.º División atacó al 15.º Regimiento de la RC con todas sus fuerzas mientras que cuatro batallones de la 116.ª División atacó el hueco entre el 1.º y 2.º Batallones del 8.º Regimiento de Caballería de los EUA. Para las 23:00, la dura pelea destruyó al 15.º Regimiento de la RC mientras que los 1.º y 2.º Batallones de los EUA se estaban quedando sin municiones. A medida que las fuerzas de las Naciones Unidas comenzaron a ceder alrededor de Unsan, Milburn finalmente ordenó a la guarnición que se replegara tras enterarse de la destrucción de la 6.ª División de Infantería de la RC en el flanco derecho.
No obstante, antes de que se pudiera realizar la retirada, el 347.º Regimiento del EPV de la 116.º División ya había entrado al pueblo de Unsan por la brecha entre los batallones estadounidenses. Poco después, varios bloqueos en los caminos aparecieron detrás del 1.º y 8.º Batallones de los EUA. Con los ataques ganando ímpetu, el 348.º Regimiento del EPV de la 116.º División avanzó hacia el sur desde Unsan, emboscndo a las fuerzas de la ONU en el cruce de caminos a las 02:30. Con todos los caminos bloqueados, el 1.º y 2.º Batallones del 8.º Regimiento de Caballería de los EUA tuvieron que escaparse infiltrando las líneas chinas en grupos pequeños, abandonando la mayoría de sus vehículos y armas pesadas en el camino. Los soldados coreanos y estadounidenses que sobrevivieron llegaron a la línea de la ONU para el 2 de noviembre.
Aunque el 8.º Regimiento de Caballería y el 2.º Batallón de los EUA estaban siendo atacados fuertemente, su 3.º Batallón no fue tocado durante gran parte de la noche. Pero para las 03:00, una compañía china de comandos de la 116.ª División logró infiltrar puesto de mando del batalló disfrazados de soldados de la RC. El subsiguiente ataque sorpresa terminó con el incendio de varios vehículos y muchas bajas en el lado estadounidense, la mayoría de los cuales aún estaban durmiendo. Para cuando la confusa escaramuza terminó, el 3.º Batallón fue arrinconado en un perímetro de 200 metros por el 345.º Regimiento del EPV de la 115.ª División. El 5.º Regimiento de Caballería de los EUA trató repetidamente de rescatar al 3.º Batallón atacando al 343.º Regimiento del EPV en Bugle Hill, pero tras sufrir 350 bajas, la 5.ª Caballería se vio obligada a replegarse bajo las órdenes del mayor general Hobart Gay, comandante de la 1.º División de Caballería de los EUA. El 3.º Batallón que había quedado atrapado aguantó varios días de ataques constantes, y los soldados que sobrevivieron lograron escapar del perímetro para el 4 de noviembre. Para el final de la batalla, menos de 200 sobrevivientes del 3.º Batallón lograron regresar al frente de la ONU.

## Consecuencias
Inmediatamente después del éxito en Unsan, el resto de las fuerzas chinas avanzaron a través de las líneas estadounidenses, con la intención de hacer retroceder a las fuerzas americanas hasta Pionyang. Pero la escasez de comida y municiones rápidamente obligaron a los chinos a detenerse el 5 de noviembre, terminando de esta manera la Campaña de Primera Fase china. Además de la victoria en Unsan, la Campaña de Primera Fase destruyó la 6.ª División de Infantería de la RC y un regimiento de la 8.ª División de Infantería de la RC en la batalla de Onjong. A cambio, los chinos habían sufrido 10 700 bajas para el final de esta campaña. La batalla de Unsan ha sido considerada una de las derrotas más catastróficas de los Estados Unidos en la guerra de Corea.
La victoria china en Unsan fue tanto una sorpresa para el liderazgo chino como para las fuerzas de la ONU. El encuentro accidental entre las fuerzas chinas y estadounidenses en Unsan aplacó el miedo que tenían los líderes chinos de intervenir en Corea, al mismo tiempo que los comandantes chinos estudiaron en gran detalle la actuación de la 1.ª División de Caballería de los EUA. Por otro lado, para las fuerzas de las Naciones Unidas, pese a las fuertes bajas sufridas por el Octavo Ejército en Unsan, el inesperado repliegue de los chinos hizo creer al Alto Mando de las Naciones que China no había intervenido en Corea en gran escala. El comandante del EPV, Peng Dehuai, incorporó las lecciones de Unsan para la posterior Campaña de Segunda Fase, mientras que el general Douglas MacArthur lanzó la ofensiva "A casa para Navidad" asumiendo que solo había una débil fuerza china presente en Corea, lo que resultó en las decisivas batallas del río Ch'ongch'on y el embalse de Chosin más adelante en ese año.

## Citas
1. 1 2  Chinese Military Science Academy, 2000, p. 359.
2. 1 2 3  Appleman, 1992, p. 680.
3. ↑  McMichael, 1987, p. 69.
4. ↑  Ecker, 2005, p. 47.
5. ↑  Chae, Chung y Yang, 2001, p. 124.
6. 1 2  Chinese Military Science Academy, 2000, p. 35.
7. 1 2 3 4  Ryan, Finkelstein y McDevitt, 2003, p. 127.
8. ↑  Millett, Allan R. (2009). «Korean War». Encyclopædia Britannica. Archivado desde el original el 29 de diciembre de 2008. Consultado el 4 de febrero de 2009.
9. ↑  Alexander, 1986, p. 250
10. ↑  Roe, 2000, p. 156.
11. ↑  Chae, Chung y Yang, 2001, p. 114.
12. ↑  Roe, 2000, p. 145.
13. ↑  Roe, 2000, p. 146.
14. ↑  Roe, 2000, p. 150.
15. ↑  Roe, 2000, pp. 145, 148–149.
16. ↑  Appleman, 1992, p. 672.
17. ↑  Appleman, 1992, p. 673.
18. ↑  Alexander, 1986, p. 273.
19. 1 2  Chae, Chung y Yang, 2001, p. 116.
20. 1 2 3  Chinese Military Science Academy, 2000, p. 20.
21. ↑  Chinese Military Science Academy, 2000, p. 21.
22. ↑  Appleman, 1992, p. 690
23. ↑  Chae, Chung y Yang, 2001, pp. 116–117.
24. 1 2  Chae, Chung y Yang, 2001, p. 117.
25. 1 2 3  Chae, Chung y Yang, 2001, p. 118.
26. ↑  Chinese Military Science Academy, 2000, p. 22.
27. ↑  Chinese Military Science Academy, 2000, p. 24.
28. 1 2 3  Appleman, 1992, p. 678.
29. ↑  Chae, Chung y Yang, 2001, p. 119.
30. ↑  Halberstam, 2007, pp. 9–44.
31. 1 2  Chae, Chung y Yang, 2001, p. 120.
32. ↑  Appleman, 1992, p. 681.
33. 1 2  Roe, 2000, p. 168.
34. 1 2 3  Chinese Military Science Academy, 2000, p. 32.
35. ↑  Alexander, 1986, pp. 271, 273.
36. 1 2  Appleman, 1992, p. 694.
37. ↑  Appleman, 1992, p. 691.
38. 1 2 3 4  Chinese Military Science Academy, 2000, p. 33.
39. 1 2  Appleman, 1992, p. 692.
40. ↑  Appleman, 1992, pp. 694–695.
41. ↑  Appleman, 1992, p. 695.
42. ↑  Appleman, 1992, pp. 696–697.
43. 1 2  Chinese Military Science Academy, 2000, p. 34.
44. ↑  Appleman, 1992, pp. 698–700.
45. ↑  Alexander, 1986, p. 276.
46. 1 2  Appleman, 1992, p. 700.
47. ↑  Appleman, 1992, p. 701.
48. ↑  Mahoney, 2001, p. 78.
49. 1 2  Appleman, 1992, p. 702.
50. ↑  Mahoney, 2001, pp. 78–79.
51. 1 2  Appleman, 1992, p. 704.
52. ↑  Appleman, 1992, pp. 707–708.
53. ↑  Appleman, 1992, p. 708.
54. 1 2  Roe, 2000, p. 176.
55. ↑  Alexander, 1986, p. 288.
56. ↑  Chinese Military Science Academy, 2000, p. 44.
57. ↑  Przybyciel, Nick (3 de marzo de 2005). «The Battle of Unsan». Air Force Reserve Command. Archivado desde el original el 7 de junio de 2011. Consultado el 7 de septiembre de 2009.
58. ↑  Roe, 2000, p. 229.
59. ↑  Roe, 2000, p. 230.
60. ↑  Roe, 2000, p. 207.
61. ↑  Roe, 2000, p. 233.
62. ↑  Roe, 2000, p. 224.
63. ↑  Alexander, 1986, pp. 312, 313